# 约瑟夫·基廷格
约瑟夫·威廉·基廷格二世（Joseph William Kittinger II，1928年7月27日—2022年12月9日），美国空军退役上校、飞行部隊指挥官和职业军官。他在越南战争中担任美军战斗机飞行员，并因飞机被击落而受北越俘虏11个月。
基廷格因为参与了美国军方的Project Manhigh和Project Excelsior，以及第一个使用热气球单人飞越大西洋的壮举而闻名于世。

## 早期的生活和军队生涯
基廷格出生于美国佛罗里达州坦帕，毕业于佛罗里达大学，并于1949年3月加入美国空军。一年后，他完成飞行学员培训，获得飞行员的资格并委任为空军少尉，随后分配到西德拉姆施泰因空军基地的第86战斗轰炸机空运联队服役，驾驶F-84雷霆战斗机和F-86军刀战斗机。
1954年，基廷格调至美国墨西哥州的霍洛曼空军基地，并加入其中的空军导弹开发中心(AFMDC)。1955年空军军医约翰·斯塔普上校在火箭式滑撬车实验中达到1,017 km/h的惊人速度，当时基廷格驾驶观测飞机对此试验进行监测。斯塔普在航空航天医学领域的献身精神和先驱倡导理念给基廷格留下深刻印象，而斯塔普反过来也对基廷格熟练的驾驶技巧十分赞赏，并在不久后建议他从事航空有关的研究工作。斯塔普是高空气球实验的倡导者，这个实验在后来成就了基廷格在10万英尺高空的创纪录一跳。
1957年，作为Manhigh计划的一部分，基廷格乘坐临时性的气球Manhigh一号达到9.676万英尺(2.95万米)的高空，他因此獲授其第一个飞行优异十字勋章。

## Excelsior计划
在乘坐Manhigh一号后，基廷格分配到俄亥俄州代顿赖特-帕特森空军基地的航天医学研究实验室，为Excelsior计划做准备。Excelsior计划是美国前太空时代的一个重要计划，旨在检验Beaupre多级降落伞系统的功能。基廷格在Excelsior计划中先后三次乘坐氦气球到达极高海拔高度，并在气球的开放吊舱上完成了高空跳伞。

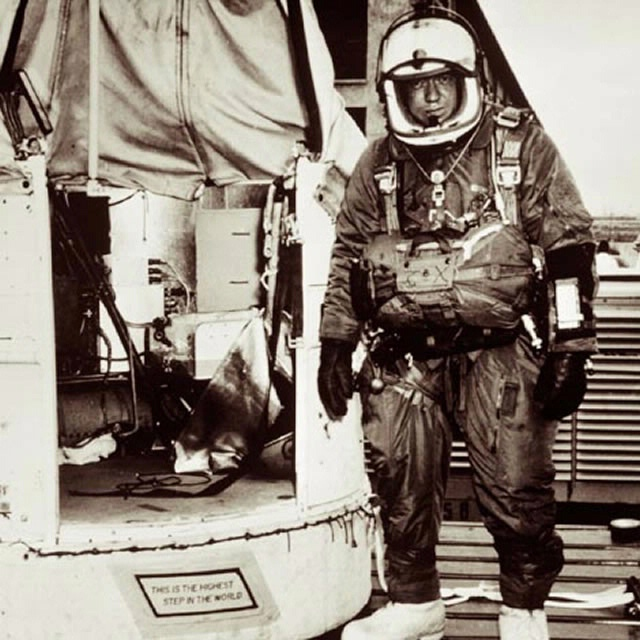
基廷格和Excelsior气球

基廷格的第一次高空跳伞是在1959年11月16日进行的，高度为7.64万英尺(2.33万米)。这次实验几乎造成悲剧性的后果，一个设备故障导致基廷格在高空失去知觉，幸好降落伞的自动打开装置拯救了他的生命。在这次跳伞中，他落下时的水平螺旋转速为120 rpm，而四肢受到的G力超过重力的22倍。1959年12月11日，基廷格在7.47万英尺(2.276万米)的高空完成第二次跳伞，他因为这次跳跃而獲授利奥史蒂文斯降落伞奖章。
1960年8月16日，基廷格乘坐Excelsior III氦气球完成Excelsior计划的第三次也是最后一次跳跃。这一次跳伞的高度是海拔10.28万英尺(3.13万米)。从气球跳下后，他先是打开一个小阻力伞以稳定姿势，并拖着它下降了4分36秒，达到988 km/h（或274 m/s）的最高速度，然后在1.8万英尺(0.55万米)的空中打开降落伞。由于基廷格的右手套增压系统在上升过程中发生故障，他的右手比正常肿了两倍 。这次高空跳伞创造了一系列历史纪录：热气球上升的最高高度；最高的跳伞高度；带阻力伞的最长降落时间（4分钟）；人类通过大气的最高速度。这些目前仍然是美国空军的纪录，但并没有向国际航空联合会提交的。他的記錄維持了52年，直到2012年10月15日方由奧地利著名運動員菲利克斯·保加拿（Felix Baumgartner），以海拔超過12萬英尺（36,600公尺）打破。

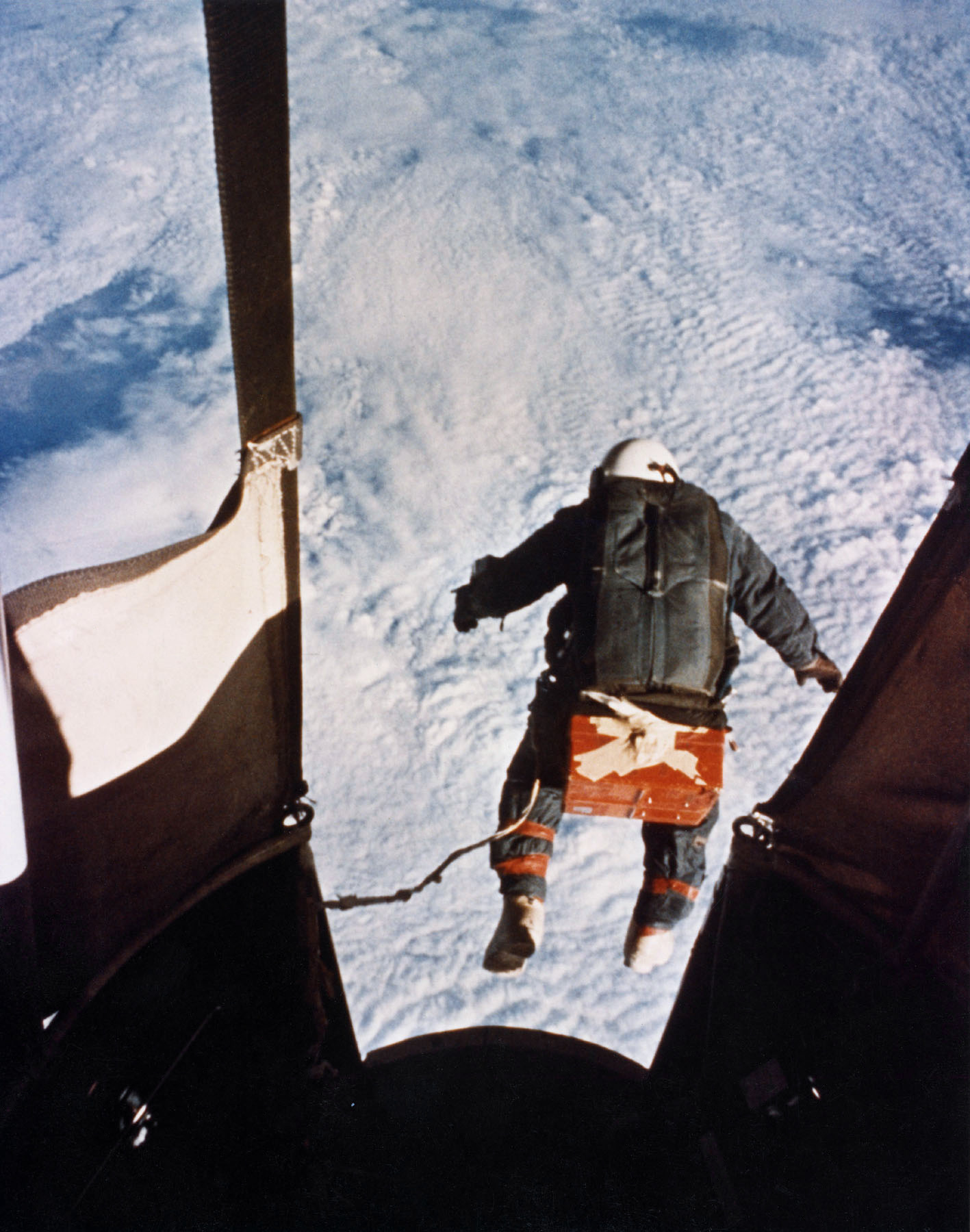
基廷格创造纪录的一跳

这一系列跳跃采用一种称为“摇椅”的姿势，即以背部向下而不是通常空中跳伞中普遍采用的脸部向下的跳伞姿势。基廷格由于这三次高空跳伞而第二次獲贈飞行优异十字勋章，同时由总统德怀特·艾森豪威尔授予哈蒙杯。

## Stargazer计划
基廷格回到霍洛曼空军基地，并在1962年12月13日-12月14日参加Stargazer计划。他和天文学家威廉·C·怀特乘坐氦气球带着科学仪器到达海拔约8.22万英尺（2.505万米）的高空，并在那里进行18个小时的天文观测。

## 在美国空军的后期经历
在越南战争中，基廷格前后三次前往越南服役，总共参与483个飞行任务。前两次他担任道格拉斯A-26入侵者战斗机的指挥官。之后他返回美国，并开始驾驶F-4鬼怪II战斗机。1971年，基廷格自愿第三次前往越南战场，指挥驾驶F-4D鬼怪II战斗机的“三镍中队”—第555战术战斗机中队，后来他还担任第432战术侦察联队的副指挥官，在此期间，他曾经击落过北越的米格-21战斗机。
1972年5月11日，在基廷格即将结束他的第三次越南服役时，他驾驶的编号6610230的F-4D鬼怪II战斗机被导弹击落。当时他正领导一个在越南北部太原省的村庄西北约5英里秘密飞行，随后遇到米格-21战斗机编队。基廷格和他的僚机正追捕其中一架战斗机时被空对空导弹击中，导弹击中战斗机的机翼并使飞机着火。基廷格和机员威廉·J·雷克中尉弹射出飞机，但不久就被捉获、遣送河内。而基廷格的僚机S·E·尼科尔斯上尉则击落了他们追寻的米格战斗机。
基廷格和雷克在以战俘的身份在“河内希尔顿”监狱呆了11个月。基廷格是1969年后階級最高的北越美軍俘虏。1973年3月28日，基廷格被释放被交回美国，他继续在空军服役，不久之后就晋升上校。

## 后期的平民生活
1978年，基廷格以上校階級退役，随后他前往位于佛罗里达州奥兰多的马丁·玛丽埃塔公司工作。
他对热气球仍然非常感兴趣，1983年，他放飞的一个AA-06级别的热气球共飞行了3,221.23千米，打破了世界纪录。1984年9月14日－9月18日，他使用106,000立方英尺(3,000立方米)的热气球飞越大西洋，成为使用热气球单人飞越大西洋的第一人。在国际航空联合会的记录中，截至到2008年12月，这也是AA-10级别的热气球最远的飞行纪录(5,703.03千米)。他两度参加戈登本纳特热气球赛，并在1989年获得第三名，1994年获得第十二名。
1997年，基廷格入选位于俄亥俄州代顿的国家航空名人堂。
基廷格居住在奥兰多，在奥兰多Rosie O'Grady's / Church Street Station娱乐集团解散之前曾经担任其下属飞行马戏团的副总裁。现在他仍然以顾问和巡回演讲者的身份活跃在航空界。

## 其他
20世纪90年代，大奥兰多航空管理局（GOAA）在奥兰多建设基廷格上校公园。这个主题公园位于奥兰多行政机场的西南角，但后来在佛罗里达州408公路的扩建工程中拆除。现在公园用来储存建筑设备。奥兰多市和橙县公路管理局计划在2009年408公路扩建工程结束后在原址或附近再重建一个基廷格公园。

### 关于基廷格的文章
- . Time. August 29, 1960  [2010-02-17]. （原始内容存档于2007-05-04）.
- USAF People, Colonel Joe Kittinger Jr.
- USAF Museum Fact Sheet
- Overview of his life for Centennial of Flight
- Airman Quarterly (Magazine of America's Air Force) article "Leap of Faith"
- Clash, James M. . Forbes. December 8, 2003  [2010-02-17]. （原始内容存档于2020-08-13）.
- Clash, James M. . Forbes. December 8, 2003  [2010-02-17]. （原始内容存档于2021-03-04）.
- . Radio Free Europe/Radio Liberty. April 18, 2008  [2010-02-17]. （原始内容存档于2008-06-21）.

### 技术资料
- Details of his Big Jump from a stratospheric balloon in 1960 （页面存档备份，存于）
- Details of the MANHIGH-I mission that take him to the stratosphere in 1957 （页面存档备份，存于）
- Details of the STARGAZER mission that take him along with William C. White to the stratosphere in 1962 （页面存档备份，存于）
- Huang, Jian. . The Physics Factbook. 1997. （原始内容存档于2008-08-05）.
- Yoon, Joe. . "Ask a Rocket Scientist," aerospaceweb.org. September 18, 2005  [2010-02-17]. （原始内容存档于2021-04-11）.

### 视频
- Video: First man In Space - Skydiving from the edge of the world
- Joseph Kittinger getting suited up for a test flight （页面存档备份，存于） 23 minute video, no sound